# 매양서원
매양서원은 대한민국 대구광역시 북구 매천동에 있는 서원이다.

## 개요
1692년(숙종18)년 매천초등학교 뒤쪽의 매천동에 창건되었다. 아헌 송원기(1548∼1615)선생을 기리고 선비들이 모여 학문을 강론하기 위해 건립하였다.